# Partie (justice)
Pour les articles homonymes, voir Partie.

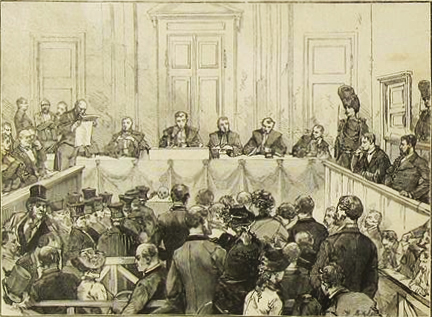
Représentation d'un procès

En justice, une partie est le nom donné à chacune des personnes entre lesquelles il y a un désaccord et qui sont donc engagées dans un procès civil. 
Celui qui introduit la demande, qui est donc à l’initiative de la procédure est le demandeur et celui qui y répond le défendeur. Le demandeur est la personne qui a l'avantage de choisir le moment où le procès est engagé tandis que le défendeur ne fait que subir le procès mais au fil du procès il peut lui aussi introduire des demandes.
En cause d'appel les parties sont désignées sous le nom d' "appelant" et d' " intimé ". Celui qui fait opposition à un jugement est nommé l' " opposant ".
Le ou les demandeurs ne sont pas les seules parties au procès, il y a aussi l'existence de personnes mises en cause par ces derniers, qui, pour protéger leur intérêts ou non, interviennent volontairement à la procédure (témoins par exemple).
Quand le Ministère public prend l'initiative d'introduire une instance civile, on dit qu'il est " partie principale ", à l'inverse quand il se retrouve mis en cause ou qu'il intervient dans une procédure, on dit qu'il est " partie jointe ".
Un avocat dans un procès parlera de la partie adverse.

## Capacités requises des parties pour agir en justice
Pour intervenir dans un procès civil, une partie doit avoir la capacité d'agir en justice. Cela concerne le fait d'être capable et donc d'avoir une capacité de jouissance et une capacité d'exercice. La personne doit être vivante, et elle doit pouvoir jouir de ses droits.
La capacité de jouissance est la prédisposition d'une personne à être titulaire d'un droit. C'est le fait de savoir si la personne est elle-même capable d'exercer ses droits.
La capacité d’exercice quant à elle, consiste en la propension à exercer soi-même un droit que l'on détient, sans avoir besoin d'être représenté ni assisté par un tiers.
Les majeurs incapables et les mineurs sont soumis à des règles particulières compte-tenu de leur incapacité

## Représentation en justice
Les parties peuvent se faire assister ou représenter. 
La représentation suppose qu'un tiers ait reçu le pouvoir d'agir au nom d'autrui, en lieu et place du véritable titulaire de l'action. Cette représentation en justice peut trouver son origine dans une loi ou dans une décision judiciaire.
Quand elle est prévue par la loi, c'est dans le but de préserver les intérêts d'un "incapable", comme le fait de protéger les intérêts d'un enfant mineur.